# Grand'Landes
Grand'Landes là một xã ở tỉnh Vendée trong vùng Pays de la Loire, Pháp. Xã này có diện tích 20,49 km²]], dân số năm 2006 là 454 người. Xã này nằm ở khu vực có độ cao trung bình 50 mét trên mực nước biển. Danh xưng dân địa phương trong tiếng Pháp là Grand'Landais và Grand'Landaises.

## Biến động dân số
| Năm | 1962 | 1968 | 1975 | 1982 | 1990 | 1999 | 2006 |
| --- | ---- | ---- | ---- | ---- | ---- | ---- | ---- |
| Dân số | 427  | 480  | 398  | 375  | 407  | 381  | 454  |
| From the year 1962 on: No double counting—residents of multiple communes (e.g. students and military personnel) are counted only once. |      |      |      |      |      |      |      |